# كريستينا لازلو
كريستينا لازلو (بالرومانية: Cristina Laslo) مواليد 10 أبريل 1996 في كلوج نابوكا، هي لاعبة كرة يد رومانية. مثلت منتخب رومانيا لكرة اليد للسيدات.

## سجل المنافسة
شاركت في البطولات التالية:
- بطولة أوروبا لكرة اليد للسيدات 2016

## الإنجازات
- بطولة العالم لكرة اليد للسيدات شباب:
  - الميدالية الذهبية: 2014
- بطولة العالم لكرة اليد للسيدات ناشئين:
  - الميدالية البرونزية: 2016

## روابط خارجية
- كريستينا لازلو على موقع الاتحاد الأوروبي لكرة اليد (الإنجليزية)